# Ors
Ors – miejscowość i gmina we Francji, w regionie Hauts-de-France, w departamencie Nord.
Według danych na rok 1990 gminę zamieszkiwało 697 osób, a gęstość zaludnienia wynosiła 39 osób/km² (wśród 1549 gmin regionu Nord-Pas-de-Calais Ors plasuje się na 669. miejscu pod względem liczby ludności, natomiast pod względem powierzchni na miejscu 83.).